# Socialismo de mercado

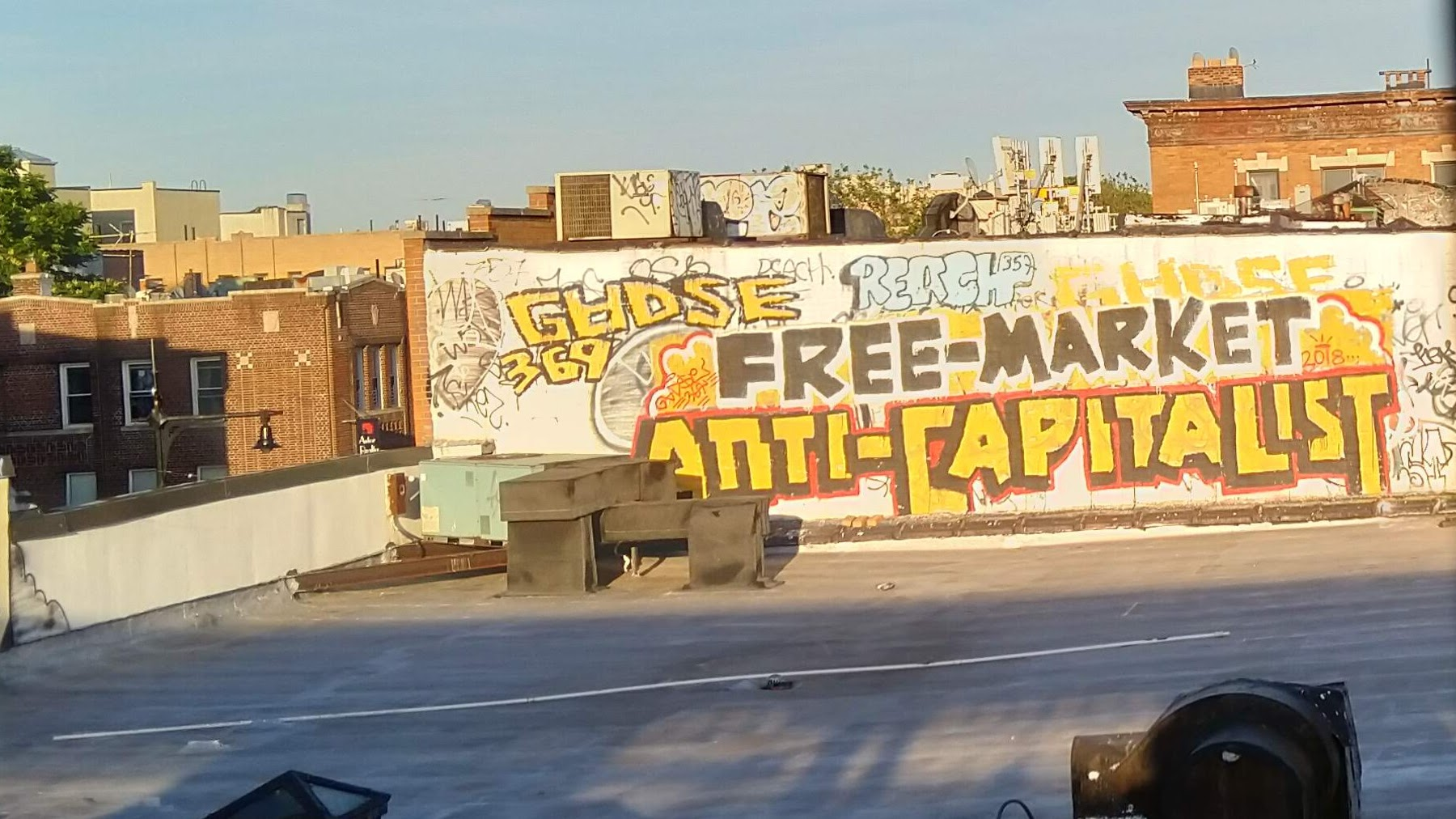
Anticapitalista de livre mercado

Socialismo de mercado refere-se a vários sistemas econômicos onde parte dos meios de produção são de propriedade pública e/ou cooperativa e operados de forma socialmente como economia de mercado. Dependendo do modelo específico, os lucros gerados por empresas de propriedade social podem ser usados para remunerar diretamente empregados, ou podem se acumular a sociedade tornando-se assim a fonte de financiamento público. Teoricamente, a diferença fundamental entre o socialismo de mercado e o socialismo é a existência de um mercado para os meios de produção e bens de capital.
Socialismo de mercado distingue-se dos modelos de economias mistas, porque ao contrário da economia mista, os modelos de socialismo de mercado são completos e de auto-regulação dos sistemas. Além disso, o socialismo de mercado é contrastado com as políticas social-democratas  implementadas nas economias de mercado capitalistas. Enquanto a social-democracia visa alcançar uma maior igualdade através de impostos, subsídios e projetos de assistência social, o socialismo de mercado faz isso por meio de mudanças nos padrões de propriedade e de gestão empresarial.

## História teórica
Os defensores precoces do socialismo de livre mercado incluem os economistas socialistas Ricardianos, o filósofo liberal clássico John Stuart Mill, e o filósofo anarquista Pierre-Joseph Proudhon. Estes modelos de socialismo implicava "aperfeiçoar" ou melhorar o sistema de mecanismo de mercado livre, eliminando distorções causadas pela exploração, a propriedade privada e o trabalho alienado.
Esta forma de socialismo de mercado tem sido chamado de "socialismo de mercado livre", pois não envolve planejadores. Pierre-Joseph Proudhon desenvolveu um sistema teórico chamado de mutualismo, que ataca a legitimidade dos actuais direitos de propriedade, os subsídios e as corporações bancárias. Proudhon previu um mercado descentralizado, onde as pessoas entram no mercado com igual poder, negando a escravidão assalariada. Seus defensores acreditam que as cooperativas de crédito e outras formas de propriedade do trabalhador seriam viáveis sem estarem sujeitas ao estado.
O Socialismo de Mercado também tem sido usado para descrever algumas obras de anarquistas individualistas, como a de Murray Bookchin que argumentam que o socialismo de livre mercado ajuda os trabalhadores e enfraquece os capitalistas. O principal e primeiro ideólogo do socialismo de mercado, o Ai Siqi afirmou que da mesma forma que o socialismo precisava do capitalismo para se desenvolver, quando não precisar mais dele os socialistas podem descartá-lo.

## O socialismo de mercado nas economias dos Estados socialistas
O termo também foi usado para se referir às tentativas da economia soviética para introduzir elementos de mercado em um sistema econômico. Mais especificamente, foi a primeira tentativa na década de 20 para implementar a Nova Política Econômica (NEP) na URSS, logo porém abandonada. Mais tarde, nas décadas de 70 e 80, elementos de socialismo de mercado foram introduzidos na Hungria, Tchecoslováquia e Iugoslávia (este último chamado de "socialismo de auto-gestão", o que permitiu a Iugoslávia ter condições econômicas relativamente melhores dos outros países do bloco comunista). Hoje o Vietnã e o Laos  também descrevem os seus modelos econômicos como Socialismo de Mercado.
Socialismo de Mercado é um conceito utilizado atualmente pela China para definir seu sistema econômico em processo de transição de uma economia planificada para uma economia de mercado. Esta transição econômica foi iniciada no governo de Deng Xiaoping, e o termo de "socialismo de mercado" passou a ser utilizado em meados dos anos 1980 e amplamente difundido apenas nos anos 1990.
Atualmente Cuba declara adotar este modelo, enquanto a China defende ter uma típica economia de mercado, embora regulada pelo Estado. Teoricamente o chamado socialismo de mercado consiste em uma economia de mercado onde a regulação, orientação e iniciativa do Estado se sobrepõe à iniciativa privada.
- Planejamento econômico: o governo centraliza todo o planejamento dos investimentos e da regulação do mercado, permitindo a livre-iniciativa privada em áreas que considera relevantes. Muito semelhante ao modelo desenvolvimentista no capitalismo politicamente orientado.
- Propriedade dos meios de produção: o governo continua sendo o maior proprietário de empresas, fábricas e indústrias consideradas estratégicas, embora na maior parte dos casos como acionista majoritário e não mais como único proprietário (propriedade estatal típica). A propriedade da terra continua sendo prerrogativa do Estado, que cede legalmente seu uso aos camponeses (impedindo que estes vendam estas propriedades). O sistema financeiro continua sendo controlado diretamente pelo Estado, que é acionista importante, muitas vezes majoritário, da maior parte dos bancos e instituições financeiras.

## Características políticas do socialismo de mercado dentro dos Estados Socialistas
Diferentemente da União Soviética que tentou fazer a transição política para um regime democrático liberal simultaneamente à transição econômica para o capitalismo de mercado, a China vem fazendo reformas econômicas em ritmo muito mais acelerado do que as reformas políticas. O governo continua controlado politicamente pelo Partido Comunista, pois mesmo com a permissão de funcionamento de outros partidos, estes são insignificantes. O Partido Comunista chinês controla o ritmo e a velocidade da abertura econômica, garantindo altas taxas de crescimento econômico, sem grande desgaste político. A prioridade política de longo prazo do partido não é implementar um processo de abertura rápida para um regime democrático, que é considerado algo de alto risco. A estratégia adotada tem sido a de manutenção da integridade territorial chinesa e a defesa da reunificação da China, que tem pautado a lógica de "um país, dois regimes" (para Hong Kong e Macau), e direciona os processos de abertura política de forma lenta e gradual para permitir a reaproximação com Taiwan.